# Anton Josephy

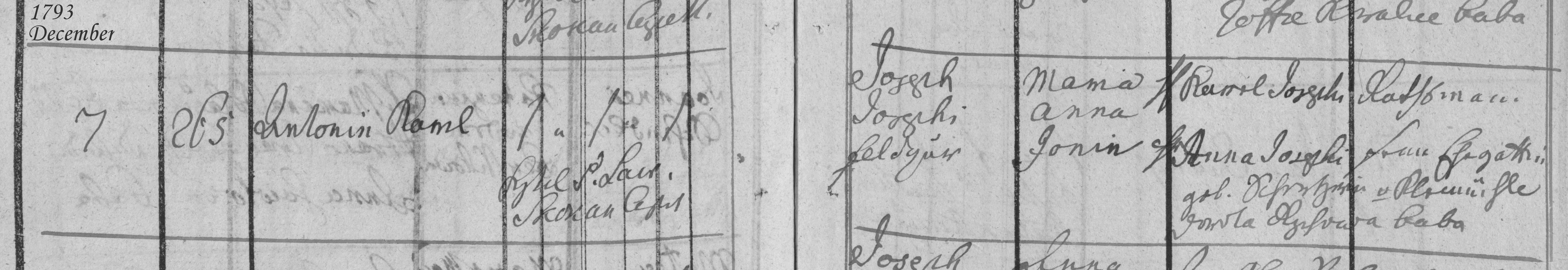
matriční zápis o narození a křtu Karla Josephyho (matrika N 1784-1797 farnost Vysoké Mýto (SOA Zámrsk))

Antonín Josephy, křtěný Antonín Karel (7. prosince 1793 Vysoké Mýto – 17. května 1839 Tábor) byl magistrátní, kriminální a hrdelní rada a setník měšťanského c.k. výsadního sboru ostrostřeleckého v královském krajském městě Táboře.

## Biografie
Narodil se do rodiny ranhojiče a městského lékaře Jana Josephyho a Marie Anny Johnsdorferové ve Vysokém Mýtě. V tomto městě stráví dětství a dospívání. V roce 1821 se přestěhoval do Tábora na uvolněnou pozici tajemníka magistrátu. V roli magistrátního rady se podílel na první fázi adaptace někdejšího kláštera bosých augustiniánů  na městskou věznici, konkrétně pak předsazení průčelí a využití nově vzniklého prostoru pro úpravu a rozšíření kanceláří a vyšetřoven.  Na postu kriminálního rady zde Josephy působil v době, kdy byl klášter zrušen v důsledku josefinských reforem a Josefínský zákoník (1787) ustavil nezávislost trestního práva na biblickém pojetí hříchu. Architektonické úpravy, které v pol.19. století provázely funkcionální změnu této instituce, určily celkovou a od té doby přetrvávající podobu "kláštera", třebaže byly roce 2019 obnoveny někdejší arkády klášterního ambitu a tato kulturní památka (Česko)  prošla celkovou rekonstrukcí.
V roce 1824 se Josephy s povolením magistrátu oženil s nezletilou Marií Buriánkovou z táborského soukenického rodu a v roce 1826 se stal historicky druhým setníkem (Hauptmann) spolku ostrostřelců, který byl jako nejstarší táborský spolek založen v roce 1802. Na postu velitele působil v letech (1826 - 1936). V desetiletém období jeho velení se ke spolku ostrostřelců jako čestní členové připojila mnohá knížata, hrabata, c.k. státní úředníci a arcivévodové Ferdinand I. a Maxmilián. V roce 1835 byl pro setninu zakoupen nový prapor, který byl vysvěcen manželkou krajského hejtmana a guberniálního rady Lukáše Pillera, zatímco starý prapor byl pověšen v děkanském Kostele Proměnění Páně na hoře Tábor na pravé straně oltáře. S novou ostrostřeleckou korouhví vypochodovala setnina pod vedením Antona Josephyho před celou honoraci města Tábora.
V roli velitele ostrostřelců se Josephy rovněž podílel na rozšíření původní střelnice, která byla postavena z pevnostní bašty, a na její přestavbě ve společenské centrum. V současnosti na tomto místě stojí novorenesanční budova a kulturní památka, Střelnice.
Antonín Josephy zemřel v roce 1839 ve věku 46 let a pohřben byl na táborském Starém hřbitově. Syn Ottomar Josephy (1824 - 1866) šel ve šlépějích otce a působil jako c.k. úředník Krajského úřadu v Táboře a Mladé Vožici. V roce 1860 se stal zakládajícím členem táborského Mužského zpěváckého spolku - pozdějšího Hlaholu.